# Ehrenfried August Kayser
Ehrenfried August Kayser (* 3. April 1792 in Weißenfels; † 9. November 1873 in Berlin) war ein preußischer Generalleutnant und Kommandant der Festung Luxemburg.

## Leben

### Herkunft
Seine Eltern waren Ehrenfried August Kayser, ein Rentbeamter in Weißenfels, und dessen Ehefrau Johanna Wilhelmine, geborene Sichart von Sichartshoff († 1795).

### Militärkarriere
Kayser trat im Jahr 1806 als Junker in das Infanterie-Regiment „Prinz Xaver“ der Sächsischen Armee ein und wurde zwei Jahre später Fähnrich. Im Fünften Koalitionskrieg gehörte er zu den Verfolgern der Schwarzen Schar des Herzogs von Braunschweig. Er kämpfte im Gefechte bei Wilsdruff und wurde bei Raschen verwundet. Am 22. Februar 1810 erfolgte seiner Ernennung zum Sousleutnant. Er nahm 1812 an der Seite Frankreichs am Russlandfeldzug teil, wo er in den Gefechten bei Podobna, Wolkowysk, Pruszara und Kalisch kämpfte. Für Kalisch erhielt er das Ritterkreuz des Militär-St.-Heinrichs-Ordens. Am 7. Mai 1813 avancierte Kayser zum Premierleutnant im Infanterie-Regiment „von Steindel“. Während der Befreiungskriege kämpfte er auf französischer Seite bei der Belagerung von Torgau sowie den Schlachten von Bautzen, Großbeeren, Dennewitz und Leipzig als auch in den Gefechten bei Reichenbach und Wittstock. Für Bautzen erhielt das Kreuz der Ehrenlegion.
1814 wechselten die Sachsen die Seite. Im Feldzug von 1815 kämpfte er bei Ligny und Belle Alliance, dort erwarb er sich das Eiserne Kreuz II. Klasse und den Orden der Heiligen Anna III. Klasse. Ferner befand er sich bei der Belagerung von Maubeuge und den Gefechten Oudenaarde, Courtray und Limalle, wo er verwundet wurde. Im Jahr 1815 nahm er auch seinen Abschied aus sächsischen Diensten.
Am 17. Mai 1825 trat Kayser in die Preußische Armee ein und wurde als Premierleutnant im 27. Infanterie-Regiment angestellt. Am 13. August 1826 wurde er Kapitän und Kompaniechef. Unter Beförderung zum Major erfolgte am 30. März 1829 seine Ernennung zum Kommandeur des I. Bataillons im 25. Landwehr-Regiment in Aachen. Als Oberstleutnant war Kayser vom 30. März 1840 bis zum 24. März 1841 Bataillonskommandeur im 25. Infanterie-Regiment. Anschließend beauftragte man ihn zunächst mit der Führung des 39. Infanterie-Regiments (7. Reserve-Regiment) in Luxemburg. Er wurde am 13. Januar 1842 zum Regimentskommandeur ernannt und am 7. April 1842 zum Oberst befördert. Am 27. März 1847 wurde er Kommandeur der 15. Landwehr-Brigade und in dieser Eigenschaft am 10. Mai 1848 Generalmajor. Am 19. Februar 1852 wurde er Kommandant der Festung Luxemburg und Führer der Brigade dieser Bundesfestung. Im Jahr 1854 erhielt Kayser den Roten Adlerorden II. Klasse mit Eichenlaub. Unter Verleihung des Charakters als Generalleutnant wurde ihm am 8. Mai 1855 sein Abschied bewilligt. Nach seiner Verabschiedung erhielt Kayser am 8. September 1855 das Großkreuz des Ordens der Eichenkrone. Am 27. Januar 1864 wurde er Ehrensenior des Eisernen Kreuzes II. Klasse. Er starb am 9. November 1873 in Berlin.
Der Kommandierende General des VIII. Armee-Korps, General von Thile schrieb 1847 in seiner Beurteilung: „Für seinen damaligen Posten ganz geeignet, stehen den Oberst Kayser viel schätzbare Eigenschaften zur Seite, die ihn auch für ein höheres Dienstverhältnis befähigen. Es ist ein vielseitig gebildeter Offizier von entschiedenen Charakter, reiche Kriegserfahrung und eine einnehmende Persönlichkeit.“